# Clément Chéroux
Clément Chéroux, né le 2 août 1970, est un historien de la photographie, conservateur et commissaire d'exposition français.
Après avoir été depuis 2016 conservateur en chef de la photographie du Musée d'art moderne de San Francisco, il devient en 2020 conservateur en chef de la photographie au MoMA à New York.
Il dirige la Fondation Henri-Cartier-Bresson à compter du 5 décembre 2022.
Il est un des artisans de la reconnaissance de la photographie vernaculaire comme genre spécifique à part entière de la photographie.

## Biographie
Ancien élève de l'École nationale supérieure de la photographie (ENSP) d'Arles, Clément Chéroux a étudié l’histoire de l’art aux universités de Paris VIII puis de Paris I. 
Il a soutenu sa thèse de doctorat d'histoire de l'art en 2004 à l'université Paris I, sous la direction de Philippe Dagen, sous le titre : Une généalogie des formes récréatives en photographie, 1890-1940. 
Il a été visiting research fellow à l’université de Princeton et pensionnaire à l’Académie de France à Rome (2004-2005). En juillet-août 2015, il a été Guest Scholar du département de photographies du J. Paul Getty Museum.
Membre fondateur du laboratoire d'histoire visuelle contemporaine (Lhivic) à l'EHESS, il a enseigné l’histoire de la photographie aux universités de Paris I et Paris VIII, à l’ENSP ainsi qu’à l’université de Lausanne. 
Clément Chéroux a été conservateur pour la photographie au Centre Pompidou de 2007 à 2013. Il dirige le Cabinet de la photographie du Centre Pompidou de 2013 à 2016. 
Avant cette nomination au Centre Pompidou, il avait organisé des expositions photographiques, parmi lesquelles Mémoire des camps. Photographies des camps de concentration et d'extermination nazis, 1933-1999 en 2001 à l'Hôtel de Sully (avec Pierre Bonhomme) ainsi que Le Troisième œil. La photographie et l’occulte (avec Andreas Fischer), présentée à la Maison européenne de la photographie en 2004 puis au Metropolitan Museum of Art en 2005. Depuis, il a notamment été un des commissaires de l’exposition La Subversion des images : surréalisme, photographie, film, présentée en 2009 au Centre Pompidou.
Il a été directeur de publication de la revue des Études photographiques, où il était entré comme secrétaire de rédaction en 1998.
Depuis 2009, il dirige aux éditions Textuel, la collection L'écriture photographique (collections d'écrits historiques ou contemporains sur la photographie).
En 2015, il est distingué par l'Ordre royal norvégien du mérite (chevalier).
En 2016, il prend la direction du département photographique du Musée d'art moderne de San Francisco (SFMOMA). 
En 2020 il devient conservateur en chef de la photographie au MoMA à New York. Il dirige la Fondation Henri-Cartier-Bresson à compter du 5 décembre 2022.
Clément Chéroux est marié à Valérie Vignaux, universitaire et historienne du cinéma.

## Distinctions
- Chevalier de l'ordre des Arts et des Lettres (2021)

### En tant qu'auteur
- L'expérience photographique d'August Strindberg : du naturalisme au sur-naturalisme, Actes Sud, 1994  (ISBN 2-7427-0374-8).

Années 2000
- Fautographie : petite histoire de l'erreur photographique, Yellow Now, 2003, Éditions italienne et mexicaine.  (ISBN 9782873401733).
- Fotografie und Geschichte (avec Ilsen About), Leipzig, Institut für Buchkunst der Hochschule für Grafik und Buchkunst, 2004.
- Henri Cartier-Bresson : le tir photographique, Gallimard, coll. « Découvertes Gallimard/Arts » (no 530), 2008  (ISBN 978-2-07-035625-6).
- La photographie qui fait mouche, Paris, Librairie Serge Plantureux, 2009.

Années 2010
- Diplopie : l'image photographique à l'ère des médias globalisés : essai sur le 11 septembre 2001, Le Point du Jour, 2009. Editions italienne et allemande.  (ISBN 978-2-912132-61-1).
- Ombres portées, Paris, Centre Pompidou, 2011.
- L’Immagine come punto interrogativo o il valore estatico del documento surrealista, Milan, Johan & Levi Editore, 2012.
- Vernaculaires, essais d’histoire de la photographie,  Le Point du jour, Cherbourg,2015. Éditions polonaise et mexicaine.
- Henri Cartier-Bresson, Ici et maintenant, Paris, Centre Pompidou, 2013. Éditions espagnole, italienne, anglaise, mexicaine, chinoise.
- Avant l’avant-garde, du jeu en photographie, Paris, Textuel, 2015.
- La Voix du voir, Les grands entretiens de la Fondation Henri Cartier-Bresson,  Édition Xavier Barral, 2019.
- Si la vue vaut d’être vécue, miscellanées photographiques, Paris, Textuel, 2019.

Années 2020
- Since 1839… Eleven Essays on Photography, Toronto, Cambridge (MA), RIC Books, MIT Press, 2021.

### En tant que directeur d'ouvrage et catalogues d'exposition
- Mémoire des camps. Photographies des camps de concentration et d'extermination nazis, 1933-1999, Paris, Marval, 2001  (ISBN 2-86234-319-6).
- Le Troisième œil. La photographie et l’occulte, Gallimard, 2004.  (ISBN 2-07-011791-X). Grand prix de l'Imaginaire.
- La Photographie timbrée - l'inventivité visuelle de la carte postale photographique (avec Ute Eskildsen), Steidl/Les éditions du Jeu de Paume, 2007  (ISBN 978-3-865216-52-6), catalogue de l'exposition (Fotomuseum Winterthur, 27 octobre 2007-10 février 2008, Jeu de Paume et Hôtel de Sully, Paris, 3 mars-18 mai 2008, Museum Folkwang, Essen, 18 juillet-21 septembre 2008).
- Collection photographies : une histoire de la photographie à travers les collections du Centre Pompidou, Musée national d'art moderne (avec Quentin Bajac), coédition Centre Pompidou/Steidl, 2007.  (ISBN 978-2-84426-348-3)
- Georges Sadoul, Portes, Un cahier de collages surréalistes (avec Valérie Vignaux), Paris, Textuel, 2009.
- La subversion des images : surréalisme, photographie, film (avec Quentin Bajac), Centre Pompidou, 2009  (ISBN 978-2-84426-390-2). Prix Nadar.
- Shoot ! La photographie existentielle, Berlin, Revolver Publishing, 2010.
- Man Ray : portraits : Paris-Hollywood-Paris, Centre Pompidou, 2010  (ISBN 978-2-84426-482-4).
- Pierre Mac Orlan, Écrits sur la photographie, Paris, Textuel, 2011. Édition japonaise.
- Brancusi, photographie, film, Images sans fin (avec Quentin Bajac et Philippe-Alain Michaud), Paris, Cherbourg, Centre Pompidou / Le Point du jour, 2011.
- From Here on (avec Joan Fontcuberta, Erik Kessels, Joachim Schmid, Martin Parr), Arles, Rencontres d’Arles, 2011. Édition espagnole.
- Edvard Munch, l’œil moderne (avec Angela Lampe), Paris, Centre Pompidou, 2011. Éditions allemande et anglaise.
- Derrière le rideau. L’esthétique photomaton (avec Sam Stourdzé, Anne Lacoste), Arles, Lausanne, Éditions Photosynthèses, Musée de l’Élysée, 2012.
- Voici Paris. Modernités photographiques, 1920-1950 (avec Quentin Bajac), Paris, Centre Pompidou, 2012.
- Henri Cartier-Bresson, Voir est un tout, entretiens et conversations (1951-1998) (avec Julie Jones), Paris, Centre Pompidou, 2013. Éditions italienne et espagnole.
- Paparazzi ! Photographes, stars et  artistes (avec Q. Bajac, Sam Stourdzé), Paris, Metz, Flammarion, Centre Pompidou – Metz, 2014. Édition anglaise.
- Man Ray, Picabia et la revue Littérature (avec Christian Briend), Paris, Centre Pompidou, 2014.
- Jacques-André Boiffard, la parenthèse surréaliste (avec Damarice Amao), Paris, Centre Pompidou, Xavier Barral, 2014.
- Qu’est-ce que la photographie ? (avec Karolina Lewandowska), Paris, Centre Pompidou, Xavier Barral, 2015.
- Valérie Belin, les images intranquilles, Paris, Centre Pompidou, Éditions Dilecta, 2015.
- Anna et Bernhard Blume, la photographie transcendantale (avec Andreas Fischer), Paris, Centre Pompidou, Xavier Barral, 2015.
- Thierry Fontaine, les joueurs, Paris, Centre Pompidou, Filigranes éditions (Paris), 2015.
- Varda/Cuba (avec Karolina Lewandowska), Paris, Centre Pompidou, Xavier Barral, 2015.
- Louis Stettner. Ici ailleurs, Paris, Centre Pompidou, Xavier Barral, 2016.
- Jafar Panahi: images/nuages (avec Jean-Michel Frodon), Trézélan : Filigranes ; Paris : Ed. du Centre Pompidou, 2016,
- The Pencil of Culture. 10 ans d’acquisitions de photographies au Centre Pompidou (avec Karolina Lewandowska), Paris, Filigranes, Centre Pompidou, 2016.
- Josef Koudelka, La Fabrique d’Exils (avec Josef Koudelka), Paris, Centre Pompidou (Paris), 2017.
- Eli Lotar (avec Damarice Amao et Pia Viewing), Paris, Jeu de Paume, Centre Pompidou, Photosynthèses, 2017.
- Magnum Manifesto (avec Clara Bouveresse), London, Thames & Hudson, 2017.
- Walker Evans, Paris, Centre Pompidou, 2017.
- The Train, RFK’s Last Journey : Paul Fusco, Rein Jelle Terpstra, Philippe Parreno (avec Linde B. Lehtinen), Paris, Textuel, 2018.
- Louis Stettner. Traveling light, New York, Cernunnos, 2018.
- For Your Pleasure: Johannes Brus in San Francisco. Photoworks and Sculptures, (avec Wolfgang Gmyrek), Kerber Verlag, Bielefeld, 2019.
- snap+share. Transmitting photographs from mail art to social networks, New York, Cernunnos, 2019.
- Ruth Orkin : Bike Trip, USA, 1939, Silvana Editoriale, 2023, 128 p. (ISBN 9788836656066)

## Commissariats d'exposition
2001
- Mémoire des camps. Photographies des camps de concentration et d'extermination nazis, 1933-1999, Hôtel de Sully (Paris), Fotomuseum (Winterthur), Museu nacional d’art de Catalunya (Barcelone), Palazzo Magnani (Reggio Emilia), Musée international de la Croix-rouge (Genève).

2004
- Le troisième œil. La photographie et l’occulte, Maison européenne de la photographie (Paris), Metropolitan Museum of Art (New York).

2007
- Événement. Le moment historique à l’ère des représentations modernes, Jeu de paume (Paris).
- La Photographie timbrée. L’inventivité visuelle de la carte postale photographique au début du XXe siècle, Fotomuseum (Winterthur), Jeu de paume, Hôtel de Sully (Paris), Museum Folkwang (Essen, Allemagne).
- Nouvelles acquisitions 2003-2007, Centre Pompidou (Paris).

2009
- La Subversion des images, surréalisme, photographie, film, Centre Pompidou (Paris), Fotomuseum (Winterthur), Fondation Mapfre (Madrid).

2010
- Shoot ! La photographie existentielle, Rencontres d’Arles (Arles), Museum für Photographie (Braunschweig), C/o Berlin (Berlin), Festival Images (Vevey), Photographers’ Gallery (Londres).

2011
- Brancusi, photographie, film, Images sans fin, Centre Pompidou (Paris).
- From Here On, Rencontres d’Arles (Arles), FoMu (Anvers), Arts Santa Monica (Barcelone).
- Edvard Munch, l’œil moderne, Centre Pompidou (Paris), Schirn Kunsthalle (Francfort), Tate Modern (Londres), Munch Museum (Oslo).

2012
- Derrière le rideau. L’esthétique photomaton, Musée de l'Élysée (Lausanne), Botanique (Bruxelles), Kunst Haus (Vienne).
- Voici Paris. Modernités photographiques, 1920-1950, Centre Pompidou (Paris), Multimedia Art Museum (Moscou).

2014
- Henri Cartier-Bresson : ici et maintenant, Centre Pompidou (Paris), Fondation Mapfre (Madrid), Musée de l’Ara Pacis (Rome), Museo del Palacio de Bellas Artes (Mexico).
- Paparazzi ! Photographes, stars et artistes, Centre Pompidou Metz (Metz), Schirn Kunsthalle (Francfort).
- Man Ray, Picabia et la revue Littérature, Centre Pompidou (Paris).
- Jacques-André Boiffard, la parenthèse surréaliste, Centre Pompidou (Paris), Photographers’ Gallery (Londres).

2015
- Qu’est-ce que la photographie ?, Centre Pompidou (Paris).
- Valérie Belin, les images intranquilles, Centre Pompidou (Paris).
- Anna et Bernhard Blume, la photographie transcendantale, Centre Pompidou (Paris).
- Thierry Fontaine, les joueurs, Centre Pompidou (Paris).
- Varda/Cuba, Centre Pompidou (Paris).

2016
- Louis Stettner, Ici  ailleurs, Centre Pompidou (Paris).
- The Pencil of Culture. 10 ans d’acquisitions de photographies au Centre Pompidou. Paris Photo, Salon d’honneur (Paris).
- Jafar Panahi. Images/Nuages Centre Pompidou (Paris).

2017
- Magnum Manifesto, ICP (New York), Museo dell’Ara Pacis (Rome).
- Walker Evans, Centre Pompidou (Paris), San Francisco Museum of Modern Art (San Francisco).
- Eli Lotar, Jeu de Paume (Paris).
- Josef Koudelka, La Fabrique d’Exils, Centre Pompidou (Paris).

2018
- Louis Stettner. Traveling light, San Francisco Museum of Modern Art (San Francisco).
- Johannes Brus, San Francisco Museum of Modern Art (San Francisco).
- Carolyn Drake. Wild Pigeon, San Francisco Museum of Modern Art (San Francisco).
- The Train, RFK’s Last Journey : Paul Fusco, Rein Jelle Terpstra, Philippe Parreno, San Francisco Museum of Modern Art (San Francisco), Rencontres d’Arles (Arles).

2019
- Don’t! Photography and the Art of Mistakes, San Francisco Museum of Modern Art (San Francisco).
- snap+share. Transmitting photographs from mail art to social networks, San Francisco Museum of Modern Art (San Francisco).

2020
- Gregory Halpern, Soleil cou coupé, Fondation Henri-Cartier-Bresson (Paris).

2023
- Ruth Orkin : Bike Trip, USA, 1939, Fondation Henri-Cartier-Bresson (Paris).